# Costa Mesa
Costa Mesa – miasto w Stanach Zjednoczonych, w stanie Kalifornia, w hrabstwie Orange. Około 108 tys. mieszkańców (2000).
Mieszkał tu i zmarł 2 lipca 1992 roku dowódca Brygady Świętokrzyskiej NSZ płk Antoni Szacki.